# 野中英二
野中 英二（のなか えいじ、1920年1月16日 - 2015年2月25日）は、日本の政治家。勲章は勲一等瑞宝章。
国土庁長官（第18代）、衆議院議員（6期）、埼玉県議会議員（3期）等を歴任した。
衆議院議員の野中厚は孫。

## 概要
埼玉県加須市生まれ。旧制粕壁中学校、慶應義塾大学法学部卒業。
大越村議会議員、埼玉県議会議員を経て、1967年の第31回衆議院議員総選挙に旧埼玉4区（定数3）から無所属で出馬したが、次点で落選した。1969年、第32回衆議院議員総選挙に旧埼玉4区から再び無所属で出馬し、得票数2位で当選した（野中に代わり、日本社会党の板川正吾が落選し、保守系で3議席を独占した）。当選後、自由民主党に入党。1983年、第37回衆議院議員総選挙では旧埼玉4区で次点で落選した。1986年の第38回衆議院議員総選挙では一転、旧埼玉4区でトップ当選して返り咲いた。
1989年、宇野内閣で国土庁長官に任命され初入閣したが、宇野宗佑首相は第15回参議院議員通常選挙で大敗し、退陣を表明。野中もわずか69日で国務大臣を退任した。1990年の第39回衆議院議員総選挙では旧埼玉4区で次点で落選。1993年の第40回衆議院議員総選挙でも自民党の公認を得られず、旧埼玉4区から無所属で立候補したが再び次点で落選した。政界を引退後、羽生領島中領用排水路土地改良区の理事長を務めた。1991年、勲一等瑞宝章受章。
2015年2月25日、老衰のため死去した。95歳没。